# Element eksperiment
|  | Denne artikel er oprettet af botten Steenthbot ud fra en ekstern database. Den kan derfor have sproglige fejl eller mangler. Denne skabelon kan fjernes efter kontrol af indholdet. |

Element eksperiment er en dansk virksomhedsfilm instrueret af Henning Ørnbak.

## Handling
Opførelse af Irma supermarked i Allerød i moderne elementer, som sikrer kort byggetid. Fra begyndelsen af 60'erne.